# Afragolese 1944
L' A.C. Afragolese, comunemente nota come Afragolese, è una società calcistica italiana fondata nel 1944. Milita in Serie D, la quarta divisione del campionato italiano di calcio.
Nella sua storia ha disputato due campionati di Serie C, sei campionati di Serie C2, quattro Campionati Interregionali, tre campionati di Serie D una finale coppa Italia regionale eccellenza 2019/20 e playoff D un campionato di Promozione  una coppa Campania 1969/70 interregionale, per un totale di quindici partecipazioni nei campionati nazionali. Il club vanta due primi posti ottenuti sul campo nel Campionato Interregionale, nonché diversi primi posti ottenuti nelle competizioni regionali.
La società è stata rifondata nel 2013 a seguito della radiazione dalla FIGC per illecito amministrativo della Polisportiva Afragolese nel 1990, e dei fallimenti prima della Nuova Polisportiva Afragolese nel 1999 e poi della Pro Calcio Afragolese nel 2007. Il sodalizio ha assunto la corrente denominazione a partire dalla stagione 2014-2015. La maglia di gioco è a strisce verticali alternate di colore rosso e blu.
Nel 2023 il presidente Raffaele Niutta ha ceduto l'intero club dell'Afragolese all'imprenditore acerrano Antonio Stompanato, che  ha quindi fondato la "Real Casalnuovo" di Casalnuovo di Napoli, squadra che disputerà il campionato di Serie D dalla stagione 2023-2024 ma ancora con la denominazione Afragolese 1944. Nel frattempo, l'imprenditore Raffaele Mosca ha comprato il titolo dell'Atletico Calcio, squadra con sede a Cardito, cambiando sede ad Afragola e adottando la denominazione "A.S.D. Atletico Calcio Afragolese".

## Storia
La società fu fondata nel 1944 col nome di Polisportiva Afragolese. ma negli anni 30 già partecipava a campionati regionali  Nelle stagioni 1946-47 e 1947-48 militò nella Lega Sud di Serie C ottenendo un terzo posto e un dodicesimo posto. Retrocessa a causa della riforma in atto del campionato di Serie C, nel 1948-49 si classificò quindicesima nel girone M della Promozione Interregionale subendo la seconda retrocessione consecutiva e la discesa nelle categorie regionali.
Il club militò per circa trent'anni nelle divisioni regionali, assumendo per un breve periodo la denominazione di S.S. Virtus Afragolese, poi cambiata in A.C. Polisportiva Afragolese: in questi anni la squadra si aggiudicò un campionato di Prima Categoria nella stagione 1974-75 e disputò prevalentemente il massimo campionato campano, dove nella stagione 1980-81 si piazzò in prima posizione, conquistando la promozione nel Campionato Interregionale.
Nell'Interregionale l'Afragolese si rese subito protagonista di una stagione positiva, culminata con il primo posto in classifica nel girone H e con la promozione in Serie C2: tuttavia, la squadra non venne promossa perché fu declassata in seconda posizione a causa di una penalizzazione di 6 punti irrogata per illecito sportivo. Nella stagione successiva i rossoblù raggiunsero il primo posto in graduatoria nel girone I, ottenendo la promozione in Serie C2 che le era sfuggita nell'annata precedente.
Nella stagione d'esordio in Serie C2 l'Afragolese inanellò tre sconfitte nelle prime tre giornate di campionato, ma con la prima vittoria stagionale ottenuta alla sesta giornata, la squadra mise in fila una serie di risultati positivi – comprese tre vittorie consecutive – scalando rapidamente la classifica e assestandosi nelle prime posizioni alla fine del girone d'andata; nel girone di ritorno i rossoblù confermarono i buoni risultati precedenti arrivando a concludere la prima stagione in C2 in quarta posizione con 39 punti, staccati di 7 lunghezze dalla zona promozione.
Nella stagione successiva i campani ebbero un buon inizio, rimanendo imbattuti nelle prime nove giornate con cinque vittorie e quattro pareggi e balzando in testa alla classifica per diversi turni; in seguito, la squadra subì un leggero calo di risultati e terminò il girone d'andata in sesta posizione. Nel girone di ritorno i rossoblù rimasero imbattuti nelle prime sei partite, salvo poi chiudere il torneo con risultati più altalenanti. Complessivamente l'Afragolese racimolò 34 punti e raggiunse il quinto posto in classifica.
Nel campionato 1985-86 la squadra fece molta fatica nelle battute iniziali del torneo riuscendo a migliorare i risultati solo a metà stagione: alla fine i rossoblù raggiunsero la quindicesima posizione evitando la retrocessione per un punto. Nella stagione seguente l'Afragolese cominciò discretamente il campionato, mettendo in fila otto risultati utili a partire dalla quarta giornata, ma nel complesso ebbe un andamento altalenante terminando il torneo a centro classifica a quota 33 punti.
La stagione 1987-88 vide i rossoblù affrontare un campionato nelle retrovie della classifica: dopo aver chiuso il girone d'andata in tredicesima posizione, l'Afragolese conseguì la salvezza con un piazzamento in quattordicesima posizione. Malgrado alcune difficoltà finanziarie incontrate nell'estate 1988, il club riuscì a iscriversi al campionato successivo, che si concluse con il diciassettesimo posto in classifica e con la retrocessione nell'Interregionale, dopo sei stagioni consecutive disputate nel girone D di Serie C2.
Dopo la salvezza agguantata nel girone I dell'Interregionale 1989-90, l'Afragolese venne esclusa dal campionato e radiata per illecito amministrativo. Nel 1991 la società venne rifondata come Nuova Polisportiva Afragolese e ripartì dall'Interregionale col titolo sportivo della Silvana Grumese: inserita nel girone H, la squadra giunse diciassettesima in classifica e retrocesse in Eccellenza.
Successivamente, la società militò nelle categorie regionali subendo due fallimenti e altre due rifondazioni: una nel 2001 con la denominazione di G.S. Pro Calcio Afragolese, l'altra nel 2013 col nome di F.C. Afragolese 1944 poi cambiato in A.S.D. Vis Afragolese 1944. In questi anni il club si aggiudicò le vittorie del campionato di Promozione nelle stagioni 1996-97, 2003-04 e 2015-16, che gli valsero la promozione in Eccellenza. Durante la stagione 2019-20 di Eccellenza, interrotta e poi sospesa a causa dell'emergenza Covid-19, la squadra è stata promossa in Serie D, poiché il Consiglio Direttivo ha deliberato che tutte le squadre posizionate al primo posto di ogni girone fossero automaticamente promosse al suddetto campionato.
Al primo anno, l'Afragolese ottiene la salvezza senza giocare i play-out (causa Covid), mentre l'anno dopo si rende protagonista di una cavalcata pazzesca, chiudendo al 5º posto e arrivando in finale play-off, dove viene sconfitta dalla Torres per 2-1.
Nella stagione 22/23 l'Afragolese si salva all'ultima giornata, evitando i play-out.
Finita la stagione, il presidente Niutta decide di vendere il titolo all'imprenditore Antonio Stompanato per gli scarsi risultati ottenuti nell'ultimo campionato, dando così vita al Real Casalnuovo (dopo un primo tentativo di acquisire l'ASD Acerrana).
L'imprenditore Raffaele Mosca, nel frattempo, acquista l'Atletico Calcio di Cardito, e gli cambia nome in "A.S.D. Atletico Calcio Afragolese", spostando la sede ad Afragola e ripartendo dal campionato di Eccellenza.

## Colori e simboli
I colori sociali dell'Afragolese sono il rosso e il blu. La tradizionale divisa casalinga è a fasce verticali alternate di colore rosso e blu.
Lo storico simbolo dell'Afragolese è rappresentato da un pallone da calcio inserito in uno scudo con sfondo rosso e blu, nella cui parte alta è presente l'intestazione della società.

## Strutture

### Stadio
L'Afragolese gioca le partite casalinghe allo stadio comunale "Luigi Moccia", sito a sud della città di Afragola, dal 1976. Lo stadio ha una capienza di circa settemila posti distribuiti in due tribune, di cui una provvista di copertura, e in una semicurva solitamente destinata al settore ospiti. Il campo di gioco è in erba naturale e misura 110 metri in lunghezza e 65 metri in larghezza. L'impianto possiede una pista di atletica e consente la disputa di gare in notturna mediante quattro torri di illuminazione poste agli angoli del campo.
Lo stadio è rimasto inagibile dal 2007 per otto anni fin quando non si sono conclusi i lavori di ristrutturazione, che hanno ristabilito l'agibilità della struttura nei primi mesi del 2015.
Dal 2019 per indisponibilità del "Moccia", la squadra ha giocato le partite casalinghe prima al "Papa" di Cardito e poi al "De Cicco" di Sant'Anastasia, e poi di nuovo al Papa.
Con la realizzazione del terreno di gioco in erba sintetica, dalla stagione 2023-2024 l'A.C. Afragolese è ritornata al "Moccia" nonostante l'inagibilità della tribuna ospiti.

## Allenatori e presidenti
Di seguito sono riportate le cronologie degli allenatori e dei presidenti dell'Afragolese.
- 1944-1947 ...
- 1947-1948  Tricoli
- 1948-1949  Landi
- 1949-1966 ...
- 1966-1967  Montepiccolo
- 1967-1974 ...
- 1974-1975  Grimaldi
- 1975-1980 ...
- 1980-1981  Giovanni Simonelli
- 1981-1982  Francesco Paolo Specchia
- 1982-1984  Jarbas Faustinho Cané
- 1984-1985  Eugenio Fantini
- 1985-1986  Elia Greco
- 1986-1987  Franco Villa
- 1987-1988  Alessandro Nedi
 Jarbas Faustinho Cané
- 1988-1989  Giovanni Simonelli
 Carmine Tascone
- 1989-1990  Farina
- 1990-1999 ...
- 1999-2001 carica vacante[26]
- 2001-2002  Ciro Amorosetti
- 2002-2003  Ciro Amorosetti
 De Martino
- 2003-2004  Vincenzo Sicuranza
 Gaetano Laudiero
- 2004-2005  Gaetano Laudiero (1ª-7ª)
 Ciro Mautone (8ª-30ª)
- 2005-2006  Ciro Mautone
 Vincenzo Sicuranza
- 2006-2007  Giuseppe Sarti (precamp.)
 Aldo Sambuca (1ª-2ª)
 Luigi Santaniello (3ª-6ª)
 Vincenzo De Falco (7ª-30ª)
- 2007-2013 carica vacante[26]
- 2013-2014  Antonio Iazzetta
- 2014-2015  Antonio Iazzetta 
 Antonio Boemio
- 2015-2016  Vincenzo Nutolo[27][28]
- 2016-2017  Pasquale Suppa[29]
- 2017-2018  Pasquale Borrelli[30]
 Maurizio Coppola[31]
- 2018-2019  Biagio Seno
 Giovanni Masecchia
- 2019-2020  Giovanni Masecchia
- 2020-2021  Giovanni Masecchia (1ª-13ª)
 Luigi Squillante (14ª-16ª)
 Giovanni Masecchia (17ª)
 Nello Di Costanzo (18ª)
 Giovanni Masecchia (19ª)
 Nello Di Costanzo (20ª)
 Giovanni Masecchia (21ª-22ª)
 Nello Di Costanzo (23ª-34ª)
- 2021-2022  Massimo Agovino (precamp.)
 Franco Fabiano[32]  (1ª-34ª e play-off)
- 2022-2023  Renato Cioffi  (fino al 30 set. 2022)
 Leonardo Bitetto (fino al 10 nov. 2022)
 Massimo Agovino  (fino al 10 gen. 2023)
 Leonardo Bitetto (fino al 30 giu. 2023)
- 2023-2024  Franco Fabiano (fino al 09 gen. 2024)
 Giovanni Baratto (fino al 30 mag. 2024)
- 2024-2025  Andrea Ciaramella

- 1944-1980 ...
- 1978-1983  Angelo Palladino
- 1985-1986  Rocco Giugliano
- 1986-1989  Luigi Grillo
- 1989-1990  Giuseppe Fico
- 1990-1991  Domenico Forte
- 1991-1992 ...
- 1992-1993  Galasso
- 1993-1997 ...
- 1997-1999  Raffaele Laudiero
- 1999-2000  Enzo De Stefano
- 2000-2001  Andrea Galasso
- 2001-2003  Enzo De Stefano
- 2003-2004  Raffaele Castaldo
- 2004-2005  Giuseppe Cuccurese
- 2005-2006  Salvatore Scafuto
 Salvatore Puglia
- 2006-2007  Luigi Tremante
- 2007-2013 carica vacante[26]
- 2013-2015  Marcello Napolitano[33]
- 2015-2017  Massimo Esposito[34]
- 2017-2018  Giuseppe Eligibile
- 2018-2023  Raffaele Niutta
- 2023-oggi  Raffaele Mosca

## Palmarès

### Competizioni nazionali
- Campionato Interregionale: 1

1982-1983 (girone I)

### Competizioni regionali
- Eccellenza: 2

2019-2020 (girone A), 2024-2025 (girone A)
- Promozione: 4

1980-1981 (girone A); 1996-1997 (girone A); 2003-2004 (girone B); 2015-2016 (girone B)
- Prima Categoria: 2

1974-1975 (girone ?); 2013-2014 (girone A)
- Coppa Italia Dilettanti Campania: 1

2019-2020

### Altri piazzamenti
- Serie C:

Terzo posto: 1946-1947 (girone A)
- Campionato Interregionale:

Secondo posto: 1981-1982 (girone H)
- Eccellenza:

Primo posto: 2019-2020 (girone A)
Secondo posto: 2016-2017 (girone A), 2017-2018 (girone A)
Terzo posto: 2018-2019 (girone A)
- Coppa Italia Dilettanti Campania:

Finalista: 1998-1999

## Statistiche e record

### Partecipazione ai campionati nazionali
| Livello | Categoria                 | Partecipazioni | Debutto   | Ultima stagione | Totale |
| ------- | ------------------------- | -------------- | --------- | --------------- | ------ |
| 3º      | Serie C                   | 2              | 1946-1947 | 1947-1948       | 2      |
| 4º      | Promozione                | 1              | 1948-1949 | 1948-1949       | 11     |
| 4º      | Serie C2                  | 6              | 1983-1984 | 1988-1989       | 11     |
| 4º      | Serie D                   | 4              | 2020-2021 | 2025-2026       | 11     |
| 5º      | Campionato Interregionale | 4              | 1981-1982 | 1991-1992       | 4      |

### Partecipazione ai campionati regionali
| Livello | Categoria             | Partecipazioni | Debutto   | Ultima stagione | Totale |
| ------- | --------------------- | -------------- | --------- | --------------- | ------ |
| I       | Prima Divisione       | 3              | 1949-1950 | 1951-1952       | 41     |
| I       | Promozione            | 16             | 1953-1954 | 1980-1981       | 41     |
| I       | Campionato Dilettanti | 2              | 1957-1958 | 1958-1959       | 41     |
| I       | Prima Categoria       | 8              | 1959-1960 | 1966-1967       | 41     |
| I       | Eccellenza            | 14             | 1992-1993 | 2024-2025       | 41     |
| II      | Prima Divisione       | 1              | 1952-1953 | 1952-1953       | 10     |
| II      | Prima Categoria       | 2              | 1973-1974 | 1974-1975       | 10     |
| II      | Promozione            | 7              | 1995-1996 | 2015-2016       | 10     |
| III     | Prima Categoria       | 1              | 2013-2014 | 2013-2014       | 1      |

In 66 campionati, di cui 13 disputati a livello nazionale, a partire dall'esordio nella Lega Sud di Serie C. Sono escluse dal conteggio la stagione 1990-1991 e le annate dal 1999 al 2001 e dal 2007 al 2013, nelle quali l'Afragolese era inattiva.

## Tifoseria

### Storia
La tifoseria dell'Afragolese è riconosciuta come calda e passionale, al punto che gli addetti ai lavori e i giornalisti hanno spesso definito Afragola come "piazza pallonara", chiaro riferimento al grande amore che la città nutre per il gioco del calcio. I numeri più importanti in termini di presenze, la tifoseria rossoblù li ha raggiunti negli anni ottanta, dove favoriti anche dalla categoria e dai risultati, spesso si sono registrati tantissimi spettatori, sia in casa che fuori, soprattutto nelle partite di cartello con squadre blasonate, quali Crotone, Reggina, Palermo, Juve Stabia, Nocerina, etc. In alcuni casi, addirittura le presenze hanno sforato la capienza dello stadio "Luigi Moccia", la quale ammonta a settemila posti, arrivando fino a diecimila presenze. Tuttavia a condizionare spesso le sorti del tifo afragolese, sono stati gli "anni senza calcio" i quali hanno per forza di cose, distaccato l'interesse di generazioni intere per il calcio cittadino. Negli anni 2003 e 2004, gli afragolesi durante il Campionato di Promozione, fecero registrare un attaccamento alla squadra senza eguali. Contro il Quarto ad esempio, furono registrate circa cinquemila presenze allo stadio Moccia, mentre le trasferte venivano seguite da non meno di trecento tifosi, fino a seicento nella partita contro la Libertas Stabia allo Stadio Menti di Castellammare di Stabia.
Con la rinascita dell'Afragolese nel 2013 il tifo rossoblù pian piano è tornato a riempire le gradinate, pagando comunque un calo rispetto al passato che ha colpito il calcio in generale, soprattutto quello dilettantistico. Le partite di maggiore rilievo, dal punto di vista delle presenze allo stadio, sono state quelle contro la Boys Caivanese e Oratorio Don Guanella in prima categoria, disputatesi allo stadio "Papa" di Cardito, nella stagione 2013-14, ma soprattutto nella gara che ha sancito il ritorno in Eccellenza degli afragolesi, ovvero contro l'Alfaterna nella stagione 2015-2016 dove tremila tifosi riempirono le tribune dello stadio Luigi Moccia.
Tra i cori più gettonati degli ultimi anni, emerge il cosiddetto "ti amo", cantato a fine gara faccia a faccia con la squadra e che prevede una parte nella quale si è tutti seduti a cantare e un'altra in cui si salta insieme.
La tradizione del tifo organizzato afragolese va ricercata negli anni ottanta, quando la squadra militava in Serie C2. All'epoca, tra i gruppi organizzati emerse quello degli Ultras Rione Grottese, il quale riprendeva il nome dell'omonimo quartiere afragolese. Successivamente, negli anni novanta, a guidare il tifo rossoblù vi fu il gruppo Inferno rossoblù, che lasciò poi spazio, nel 2002, agli U.A.P. '02; la sigla del gruppo altro non è che l'acronimo di Ultras Angelo Palladino, in onore del Presidente più amato nella storia calcistica afragolese. In seguito, agli U.A.P. si affiancarono, nel 2004, i Lions Rione San Marco e gli Inafferrabili. I tre gruppi andarono a braccetto fino alla scomparsa dell'Afragolese dallo scenario calcistico. Dopo la rifondazione dell'Afragolese nel 2013, tra i gruppi organizzati ci sono ancora gli U.A.P. '02, mentre dal 2014 al 2016 ci sono stati gli Identità Ribelle. Al termine della stagione 2016-17 gli U.A.P. comunicarono il loro scioglimento dopo 15 anni di attività. Dalle loro ceneri, poco tempo dopo nacque il gruppo dei Leoni Sciolti, accompagnati dall'hashtag #sempreloro. Nel 2017 in tribuna scoperta, nasce un nuovo gruppo che solo nel 2018 si identificherà con il nome di "Presenza Ribelle".

### Gemellaggi e rivalità
La tifoseria dell'Afragolese intrattiene dei rapporti d'amicizia con quella del Gladiator e del Giugliano. Rispetto reciproco inoltre con le tifoserie di Casoria, Portici e Caivanese. (Con quest'ultima fino al 2015 vigeva un gemellaggio) Limitatamente al gruppo Identità ribelle si registra anche un avvicinamento alla Solita cricca, gruppo organizzato al seguito del Mondragone nel 2014, ma si è perso con lo scioglimento di entrambe le fazioni.
È forte la rivalità con i tifosi del Nola. Altra rivalità, sorta durante la stagione 2016-17, è quella con il San Giorgio, nata nella partita giocatasi allo stadio "Papa" di Cardito il 18 Dicembre 2016 quando i supporters rossoblu al goal del vantaggio del 2 a 1 arrivato allo scadere dei 90 minuti hanno esultato in modo liberatorio scatenando negli ospiti un senso di provocazione tanto da spingerli a cercare il contatto con i locali, sventato dall'immediato intervento della celere per ripristinare l'ordine pubblico. Nella stagione 2017-18 inoltre si è consolidata una forte rivalità con la tifoseria della Puteolana, con scontri avvenuti in occasione dell'incontro tra il Casoria (tifoseria amica) e i granata. Altra rivalità sorta recentemente è quella con i supporters della Frattese, gemellati con i Sangiorgesi. Infine, si sono registrati nel 2020 gravi tafferugli con quelli dell'Albanova e nel 2023 scontri con quelli dell'Acerrana.